# Thoiras
Thoiras korábbi község Franciaországban, Gard megyében. Lakosainak száma 447 fő (2022. január 1.). Thoiras Anduze, Générargues, Lasalle, Mialet, Saint-Bonnet-de-Salendrinque, Sainte-Croix-de-Caderle, Saint-Félix-de-Pallières, Saint-Jean-du-Gard és Vabres községekkel határos.
2025. január 1-jén Corbès korábbi községgel egyesült és az így létrejött Thoiras-Corbès új község része lett.

## Népesség
A település népessége az elmúlt években az alábbi módon változott:
| Lakosok száma | 190  | 304  | 332  | 405  | 439  | 441  | 436  | 438  | 438  | 447  |
|               | 1968 | 1982 | 1990 | 2006 | 2013 | 2015 | 2017 | 2019 | 2020 | 2022 |